# كرة السلة على الكراسي المتحركة
كرة السلة على الكراسي المتحركة (بالإنجليزية: Wheelchair basketball)‏ ، هي رياضة كرة السلة لذوي الاحتياجات الخاصة، وتتطلب اللاعب المعاق من مهارات فنية وقدرات بدنية إفرادياً وجماعياً، وتسجيل الكرة إلى السلة عن طريق رمي الكرة من يد اللاعب.